# Regata Sídney-Hobart

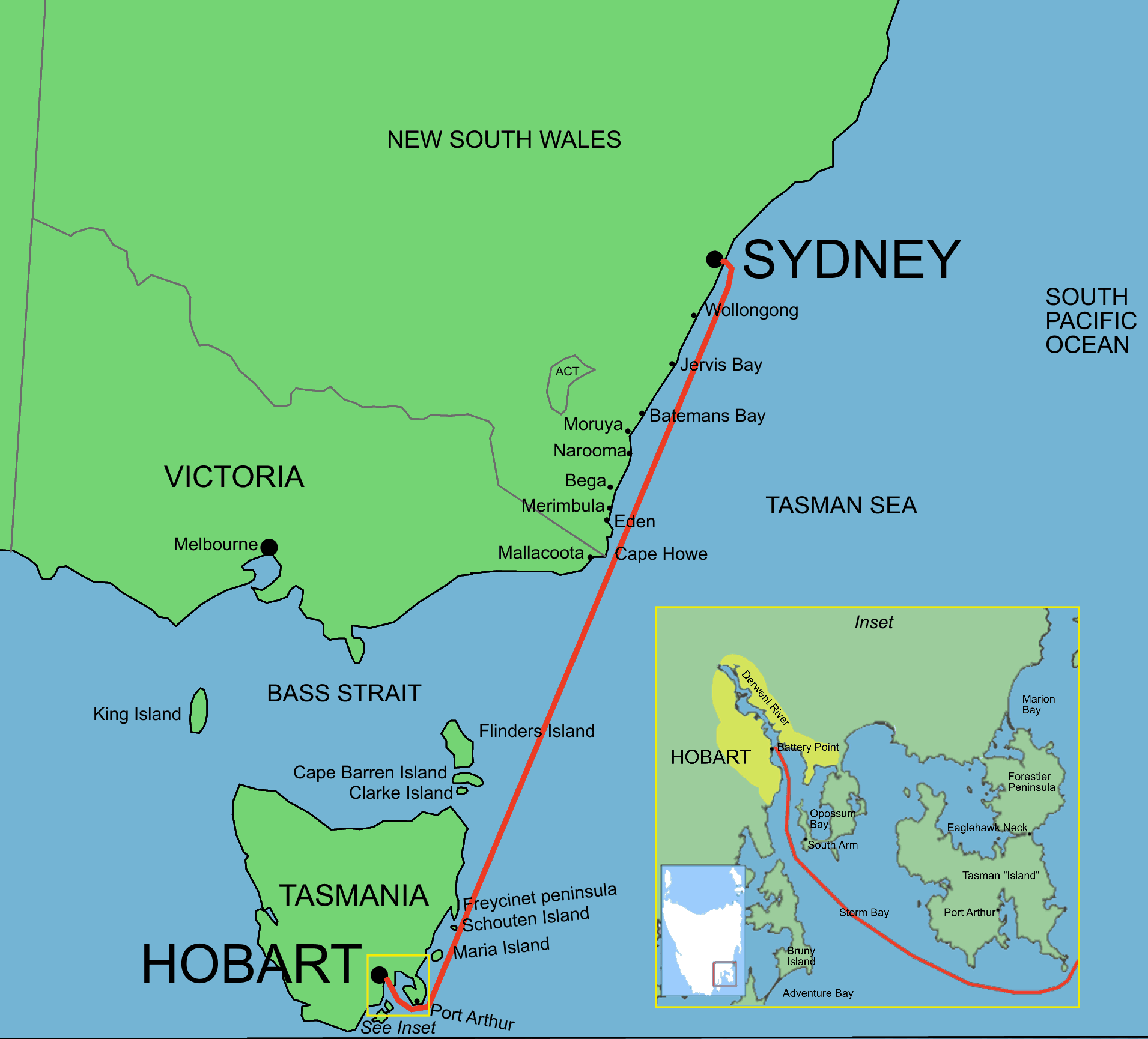
Ruta de la Sídney-Hobart.

La regata Sídney-Hobart, organizada por el Cruising Yacht Club of Australia, sale de Sídney (Australia) el denominado Boxing Day, el 26 de diciembre de cada año, teniendo como meta la ciudad tasmana de Hobart. La distancia que se recorre es de unas 630 millas náuticas. 
Lo que empezó siendo un crucero entre amigos ha llegado a convertirse en una de las regatas más importantes del mundo. El récord vigente lo estableció el Wild Oats XI en 2005, que cruzó la línea de llegada en 1 día, 18 horas, 40 minutos y 10 segundos.

## Historia

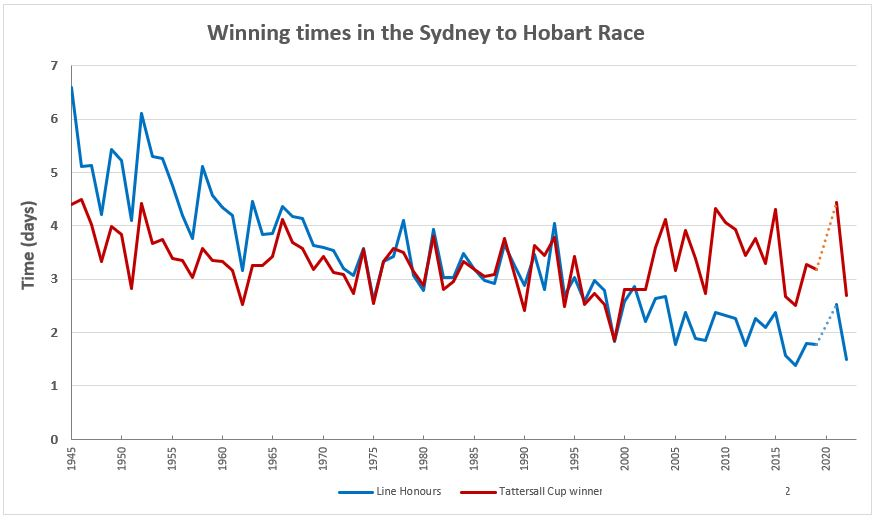
Tiempos del primer clasificado, de 1945 a 2014.

La regata inaugural tuvo lugar en 1945 con nueve participantes, siendo ganada por "Rani" en 6 días, 14 horas y 22 minutos.
La prueba de 1998 estuvo marcada por la tragedia debido a una gran tormenta que causó el hundimiento de cinco yates y la muerte de seis personas. De los 115 barcos que salieron de Sídney, tan sólo consiguieron llegar a Hobart 44.
En 2005, Wild Oats se convirtió en el primer barco desde Rani que logró ganar en tiempo real y en tiempo compensado y batir el récord de la regata.

## Resultados
| Año  | Ganador           | Tiempo d:hh:mm:ss | Ganador por handicap                 | Tiempo compensado d:hh:mm:ss | Barcos en la salida | Barcos en meta |
| ---- | ----------------- | ----------------- | ------------------------------------ | ---------------------------- | ------------------- | -------------- |
| 2014 | Wild Oats XI      | 2:02:30:00        | Wild Rose                            | 3:07:04:43                   | 117                 | 103            |
| 2013 | Wild Oats XI      | 2:06:07:27        | Victoire                             | 3:18:27:43                   | 94                  | 84             |
| 2012 | Wild Oats XI      | 1:18:23:12        | Wild Oats XI                         | 3:10:26:31                   | 76                  | 71             |
| 2011 | Investec Loyal    | 2:06:14:18        | Loki                                 | 3:22:34:32                   | 88                  | 76             |
| 2010 | Wild Oats XI      | 2:07:37:20        | Secret Men's Business 3.5            | 4:01:29:40                   | 87                  | 69             |
| 2009 | Alfa Romeo II     | 2:09:02:10        | Two True                             | 4:07:57:43                   | 100                 | 94             |
| 2008 | Wild Oats XI      | 1:20:34:14        | Quest                                | 2:17:43:32                   | 100                 | 92             |
| 2007 | Wild Oats XI      | 1:21:24:32        | Rosebud                              | 3:09:32:14                   | 82                  | 79             |
| 2006 | Wild Oats XI      | 2:08:52:33        | Love & War                           | 03:22:02:37                  | 78                  | 69             |
| 2005 | Wild Oats XI      | 1:18:40:10        | Wild Oats XI                         | 03:03:54:32                  | 85                  | 80             |
| 2004 | Nicorette         | 2:16:00:44        | Aera                                 | 04:02:52:09                  | 116                 | 59             |
| 2003 | Skandia           | 2:15:14           | First National Real Estate           | 03:14:14:17                  | 56                  | 52             |
| 2002 | Alfa Romeo        | 2:04:58:52        | Quest                                | 2:04:46:46                   | 57                  | 53             |
| 2001 | Assa Abloy        | 2:20:46           | Bumblebee V                          | N/A                          | 75                  | 56             |
| 2000 | Nicorette         | 2:14:02           | SAP Ausmaid                          |                              | 82                  | 58             |
| 1999 | Nokia             | 1:19:48           | Yendys                               | 1:20:32:53                   | 79                  | 49             |
| 1998 | Sayonara          | 2:20:3.5          | AFR Midnight Rambler                 | 2:12:36:23                   | 115                 | 44             |
| 1997 | Brindabella       | 2:23:37           | Beau Geste                           | 2:17:21:27                   | 114                 | 99             |
| 1996 | Morning Glory     | 2:14:07           | Ausmaid                              | 2:12:35:59                   | 95                  | 77             |
| 1995 | Sayonara          | 3:00:53           | Terra Firma                          |                              | 98                  | 92             |
| 1994 | Tasmania          | 2:17:48           | Raptor                               | 2:11:41:0                    | 371                 | 309            |
| 1993 | Ninety Seven      | 4:00:54           | Cuckoos Nest (IMS) / Wild Oats (IOR) |                              | 104                 | 38             |
| 1992 | NZ Endeavour      | 2:19:19           | Assassin (IMS) /Ragamuffin (IOR)     |                              | 110                 | 102            |
| 1991 | Brindabella       | 3:01:14           | She's Apples (IMS) / Atara (IOR)     |                              | 99                  | 91             |
| 1990 | Ragamuffin        | 2:21:05           | Sagacious V                          | 2:19:44:32                   | 105                 | 86             |
| 1989 | Drumbeat          | 3:06:21           | Ultimate Challenge                   | 3:02:18:45                   | 126                 | 112            |
| 1988 | Ragamuffin        | 3:15:29           | Illusion                             | 3:18:20:35                   | 119                 | 81             |
| 1987 | Sovereign         | 2:21:58           | Sovereign                            | 2:21:58                      | 154                 | 146            |
| 1986 | Condor of Bermuda | 2:23:26           | Ex Tension                           | 3:01:14:30                   | 123                 | 106            |
| 1985 | Apollo            | 3:04:32           | Sagacious                            | 3:04:34:37                   | 178                 | 145            |
| 1984 | New Zealand       | 3:11:21           | Indian Pacific                       | 3:07:45:03                   | 151                 | 46             |
| 1983 | Condor            | 3:00:50           | Challenge II                         | 2:23:07:42                   | 173                 | 158            |
| 1982 | Condor of Bermuda | 3:00:59           | Scallywag                            | 2:19:19:16                   | 118                 | 108            |
| 1981 | Vengeance         | 3:22:30           | Zeus II                              | 03:19:25:59                  | 159                 | 143            |
| 1980 | New Zealand       | 2:18:45           | New Zealand                          | 2:18:45                      | 102                 | 93             |
| 1979 | Bumblebee IV      | 3:01.45           | Screw Loose                          | 3:03:31:06                   | 147                 | 142            |
| 1978 | Apollo            | 4: 02.23          | Love and War                         | 3:12:13:00                   | 97                  | 87             |
| 1977 | Kialoa            | 3: 10.14          | Kialoa                               | 3: 10.14                     | 131                 | 70             |
| 1976 | Ballyhoo          | 3: 07.59          | Piccolo                              | 3:07:45:07                   | 85                  | 70             |
| 1975 | Kialoa            | 2: 14.36          | Rampage                              | 02:13:16:56                  | 102                 | 99             |
| 1974 | Ondine III        | 3: 13.51          | Love and War                         | 03:13:25:02                  | 63                  | 58             |
| 1973 | Helsal            | 3: 01.32          | Ceil III                             | 02:17:28:28                  | 92                  | 90             |
| 1972 | American Eagle    | 3: 04.42          | American Eagle                       | 3: 04.42                     | 79                  | 75             |
| 1971 | Kialoa            | 3: 12.46          | PathFinder                           | 3:03:14:34                   | 78                  | 76             |
| 1970 | Buccaneer         | 3: 14.06          | Pacha                                | 3:10:07:39                   | 61                  | 47             |
| 1969 | Crusade           | 3: 15.07          | Morning Cloud                        | 3:04:25:57                   | 79                  | 75             |
| 1968 | Ondine II         | 4:03:20:02        | Koomooloo                            | 3:13:38:52                   | 67                  | 54             |
| 1967 | Pen Duick III     | 04:04:10:31       | Rainbow II                           | 3:16:39:15                   | 66                  | 59             |
| 1966 | Fidelis           | 4: 08.39          | Cadence                              | 04:02:46:24                  | 46                  | 44             |
| 1965 | Stormvogel        | 3: 20.30          | Freya                                | 3:10:03:26                   | 53                  | 49             |
| 1964 | Astor             | 3: 20.05          | Freya                                | 3:05:58:14                   | 38                  | 31             |
| 1963 | Astor             | 4: 10.53          | Freya                                | 3:06:03:17                   | 44                  | 34             |
| 1962 | Ondine            | 3: 03.49          | Solo                                 | 2:12:45:14                   | 42                  | 40             |
| 1961 | Astor             | 4: 04.42          | Rival                                | 3:03:57:31                   | 35                  | 33             |
| 1960 | Kurrewa IV        | 4: 08.11          | Siandra                              | 3:07:48:04                   | 32                  | 30             |
| 1959 | Solo              | 4: 13.33          | Cherana                              | 3:08:33:02                   | 30                  | 24             |
| 1958 | Solo              | 5: 02.32          | Siandra                              | 3:13:46:35                   | 22                  | 19             |
| 1957 | Kurrewa IV        | 3: 18.30          | Anitra V                             | 3:00:55:37                   | 20                  | 18             |
| 1956 | Kurrewa IV        | 4: 04.31          | Solo                                 | 3:08:33:52                   | 28                  | 26             |
| 1955 | Even              | 4: 18.13          | Moonbi                               | 3:09:21:05                   | 17                  | 16             |
| 1954 | Kurrewa IV        | 5: 06.09          | Solveig                              | 3:17:58:01                   | 17                  | 15             |
| 1953 | Solveig           | 5: 07.12          | Ripple                               | 3:16:12:12                   | 23                  | 19             |
| 1952 | Nocturne          | 6: 02.34          | Ingrid                               | 4:09:56:18                   | 17                  | 17             |
| 1951 | Margaret Rintoul  | 4: 02.29          | Struen Marie                         | 2:19:48:26                   | 14                  | 12             |
| 1950 | Margaret Rintoul  | 5: 05.28          | Nerida                               | 3:20:17:13                   | 16                  | 14             |
| 1949 | Waltzing Matilda  | 5:10:33           | Trade Winds                          | 3:23:39:43                   | 15                  | 13             |
| 1948 | Morna             | 4:05:01           | Westward                             | 3:07:45:48                   | 18                  | 13             |
| 1947 | Morna             | 5:03:03           | Westward                             | 4:24:56                      | 28                  | 21             |
| 1946 | Morna             | 5:02:53           | Christina                            | 4:11:53:27                   | 19                  | 11             |
| 1945 | Rani              | 6:14:22           | Rani                                 | 6:14:22                      | 9                   | 8              |